# Lepanthes jugum
Lepanthes jugum är en orkidéart som beskrevs av Carlyle August Luer. Lepanthes jugum ingår i släktet Lepanthes och familjen orkidéer.
Artens utbredningsområde är Costa Rica. Inga underarter finns listade i Catalogue of Life.